# Тоатерии
Тоатерии (лат. Thoatherium, от др.-греч. θοάζω — быстро двигаться и θηρίον — зверь) — род вымерших млекопитающих из семейства протеротериевых отряда литоптерн, обитавших в Южной Америке в раннем миоцене.
Имея длину тела около 70 см, а внешним видом напоминая газель, тоатерии были самыми мелкими представителем отряда литоптерн. Судя по длинным ногам, они могли быстро бегать.
Пальцы были редуцированы; на каждой конечности сохранилось только одно копыто, эволюционировавшее из когтя. У тоатериев отсутствовали даже запястные кости — остатки второго и четвёртого пальцев, сохранившиеся у современных лошадей.
Судя по недифференцированным зубам, тоатерии питались скорее мягкой листвой, чем жёсткой травой.

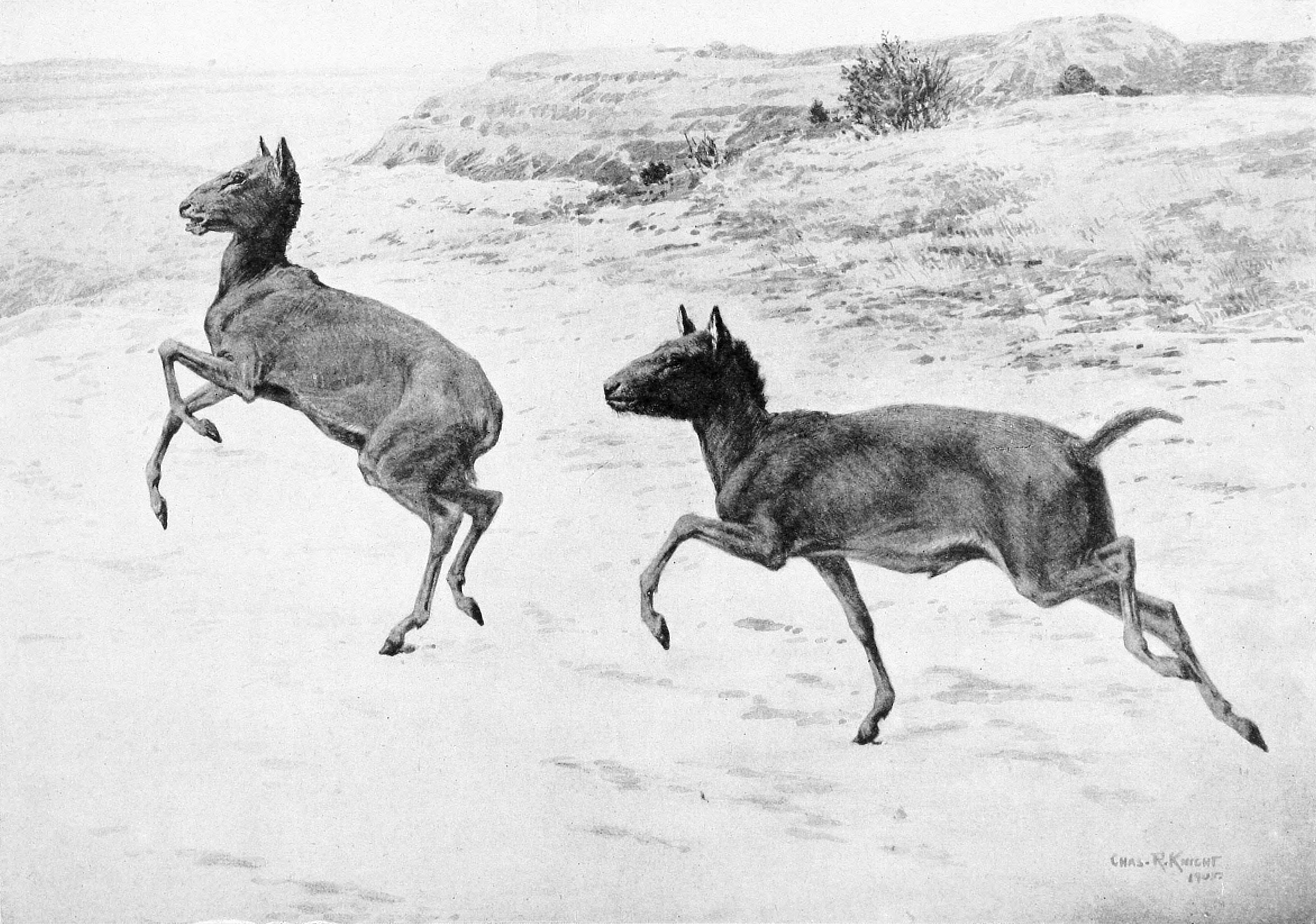
Реконструкция

### Пример параллельной эволюции
Шотландский палеонтолог и популяризатор науки Дугал Диксон в своей книге «После человека. Зоология будущего» (1981) приводит тоатериев и лошадей (Equus) как яркий пример параллельной эволюции. Эти два рода развивались независимо, от общих копытных предков. В результате у них возник похожий опорно-двигательный аппарат как ответ на жизнь в сходных условиях.

## Виды
По данным сайта Fossilworks, род включает 6 вымерших видов:
- Thoatherium bilobatum Ameghino, 1904
- Thoatherium crepidatum Ameghino, 1891
- Thoatherium karaikense Ameghino, 1904
- Thoatherium minusculum Ameghino, 1887
- Thoatherium rhabdodon Ameghino, 1894
- Thoatherium velatum Ameghino, 1904